# クロアシノガンモドキ
クロアシノガンモドキ (黒足野雁もどき、学名：Chunga burmeisteri) は、ノガンモドキ目ノガンモドキ科に分類される鳥類の一種である。別名ハイイロノガンモドキ。

## 分布
パラグアイ東南部からアルゼンチン北部にかけて分布する。

## 形態
全長66-76cm。アカノガンモドキに似ているが小型である。額に短い冠羽があるが、あまり目立たない。頭と背面、胸は灰色で、体の下面は腹に近づくにつれて白っぽくなる。嘴と脚は黒色で、虹彩は赤褐色である。

## 生態
開けた森林地帯やサバンナに生息する。地上性で、敵に遭遇した時は走って危険を回避する事が多い。夜間は高い木の上で眠る。通常単独か番い、または家族で生活する。
食性は雑食性で、主に昆虫類やカエル、ヘビ、ネズミ等の小動物を捕食する。植物質の餌も時々とる。
1腹2個（稀に3個）の卵を産み、抱卵期間は24-26日である。雌雄共同で抱卵、育雛を行う。